# پایگاه فوتبال جنبائو
پایگاه فوتبال جنبائو (انگلیسی: Genbao Football Base) زمین تمرین باشگاه فوتبال شانگهای اس‌آی‌پی‌جی و خانهٔ آکادمی جوانان آن است. پایگاه فوتبال جنبائو در ناحیه چونگمینگ، شانگهای، چین واقع شده‌است.